# Johannes Holthusen (Pastor)

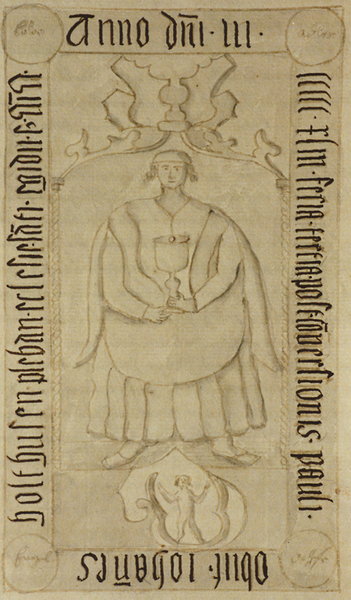
Verschollener Grabstein Holtusens aus der Aegidienkirche Hannovers;
Zeichnung bei Carl Schuchhardt

Johann Holthusen oder Johannes Holthusen (* vor 1488; † 28. Januar 1543) war ein deutscher römisch-katholischer Geistlicher zur Zeit der Reformation.

## Leben
Johannes Holthusen schrieb sich im Sommersemester des Jahres 1488 an der Universität Leipzig ein, wo er schon im Folgejahr 1489 den Titel eines Baccalaureus erwarb.
Ab 1498 war Holthusen sowohl Scholaster als auch Canonicus der Kirche St. Mauritius auf dem Berge bei Hildesheim.
Ebenfalls 1498 wurde Holthusen im Februar des Jahres in Hannover zum Pleban an die Kirche St. Ägidien berufen. Mit dem Rat der Stadt Hannover einigte er sich auf die Besoldung eines ständig an St. Aegidien spielenden Organisten. Neben seiner Tätigkeit in Hannover hatte Holthusen „Offenbar [...] zur gleichen Zeit eine Vikarie in Lübeck inne“, die er allerdings im August des Jahres 1500 aufgab.
Im August des Jahres 1507 wurde Holthusen mit einer Vikarie an der hannoverschen Marktkirche belehnt, nur wenig später im Oktober desselben Jahres mit einer Vikarie in Hildesheim.
1509 überließ Holthusen seine Pfarrei der Aegidien-Kirchengemeinde bis auf weiteres einem Stellvertreter, „vermutlich weil er durch zahlreiche andere Ämter an der Erfüllung seiner Amtspflichten gehindert war“.
Ebenfalls 1509 wurde er laut einer Urkunde – gemeinsam mit Johannes Weddinghusen – als Kirchherr der hannoverschen Kreuzkirche genannt sowie als Vorsteher der Bruderschaft St. Trinitatis.
1535 erhielt Holthusen eine Kommende an St. Blasii in Braunschweig.
Bei der Einführung der Reformation wurde Holthusen im Jahr 1529 das Pfarrlehen Döhren, in dem er bis dahin amtierte, abgenommen. Allerdings blieb er bis zu seinem Tode im Besitz der Lehngüter um St. Aegidien in Hannover, obgleich dort bereits ein evangelischer Pastor eingesetzt worden war.

## Holthusenstraße
Die 1922 im hannoverschen Stadtteil Döhren angelegte Holthusenstraße, die die Peiner Straße mit der Heintzestraße verbindet, wurde laut dem Adressbuch der Stadt Hannover von 1930 „nach dem Pfarrer Holthusen [benannt], der zur Zeit der Reformation in Döhren amtierte“.